# Jean-Baptiste Drouet
Jean-Baptiste Drouet (8. ledna 1763, Sainte-Menehould – 10. dubna 1824, Mâcon) byl francouzský poštmistr v Sainte-Menehould, jehož dcerka podle portrétu na minci poznala krále Ludvíka XVI., když v červnu 1791 prchal z Francie, a poté, kdy vzbouřil obyvatele místní i v sousedním Verennes včetně Národní gardy, byl tam král s rodinou zatčen, držen v domě notáře a předán poslancům Konventu, vyslaným z metropole, kteří je dali s eskortou převézt zpět do Paříže.
Za svůj čin obdržel odměnu ve výši 30 000 franků a byl zvolen do Národního konventu za departement Marne, ve kterém hlasoval pro královu smrt a zastával pozice blízké jakobínům.
Jako komisař Konventu u vojska byl v roce 1793 poslán k francouzské Severní armádě. Byl mezi hodnostáři, předanými počátkem dubna 1793 zrádným velitelem Severní armády generálem Dumouriezem Rakušanům. Ocitl se ve městě Maubeuge a po držení v Belgii vězněn v Brně na Špilberku. Odtamtud se pokusil utéci skokem z okna své cely, nicméně při seskoku si zlomil nohu a jeho útěk byl odhalen. V listopadu roku 1795 byl společně s bývalým ministrem války generálem Pierrem Riel de Beurnonville a dalšími vyměněn za dceru Ludvíka XVI. Marii Terezii Bourbonskou, vévodkyni Angoulemskou. Poté vstoupil do Rady pěti set. Následně byl však obviněn z účasti ve Spiknutí rovných, jenž organizoval Gracchus Babeuf. Uprchl proto do Švýcarska, ke zůstal do konce roku 1799, kdy se směl vrátit na amnestii po státním převratu Napoleona Bonaparta. Po restauraci Bourbonů byl roku 1816 jako královrah vypovězen z Francie, ale tu neopustil, žil pod jménem Merger ve městě Mâcon až do své smrti v roce 1824.